# Kvävegruppen

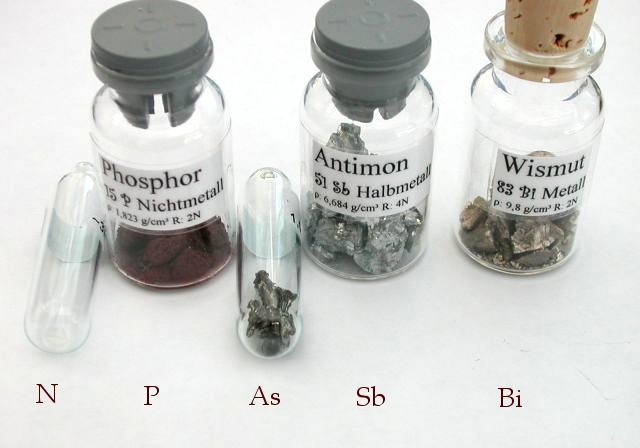
Grundämnena i kvävegruppen, från vänster kväve, fosfor, arsenik, antimon och vismut.

Kvävegruppen kallas gruppen av grundämnen i periodiska systemets grupp 15. Alla ämnen i kvävegruppen har 5 valenselektroner. Kvävegruppen innehåller följande ämnen:
- Kväve, N
- Fosfor, P
- Arsenik, As
- Antimon, Sb
- Vismut, Bi
- Moskovium, Mc

Lätta grundämnen i kvävegruppen tenderar att anta oxidationstalet -3, till exempel ammoniak (NH3) och fosfin (PH3). De tyngre grundämnena antar i större utsträckning oxidationstalet +3 än de lätta; hos vismut är det det vanligaste oxidationstalet, medan kvävetrifluorid (NF3) är en av få stabila föreningar för kväve(III). Oxidationstalet +5 förekommer också, till exempel fosforpentoxid (P2O5) och arsenikpentoxid (As2O5).